# Christof Ludwig Knoll

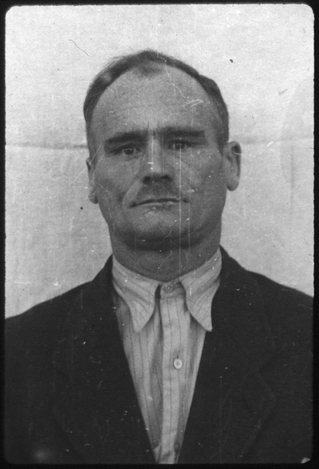
Knoll in amerikanischer Internierung. Aufnahme von 1945.

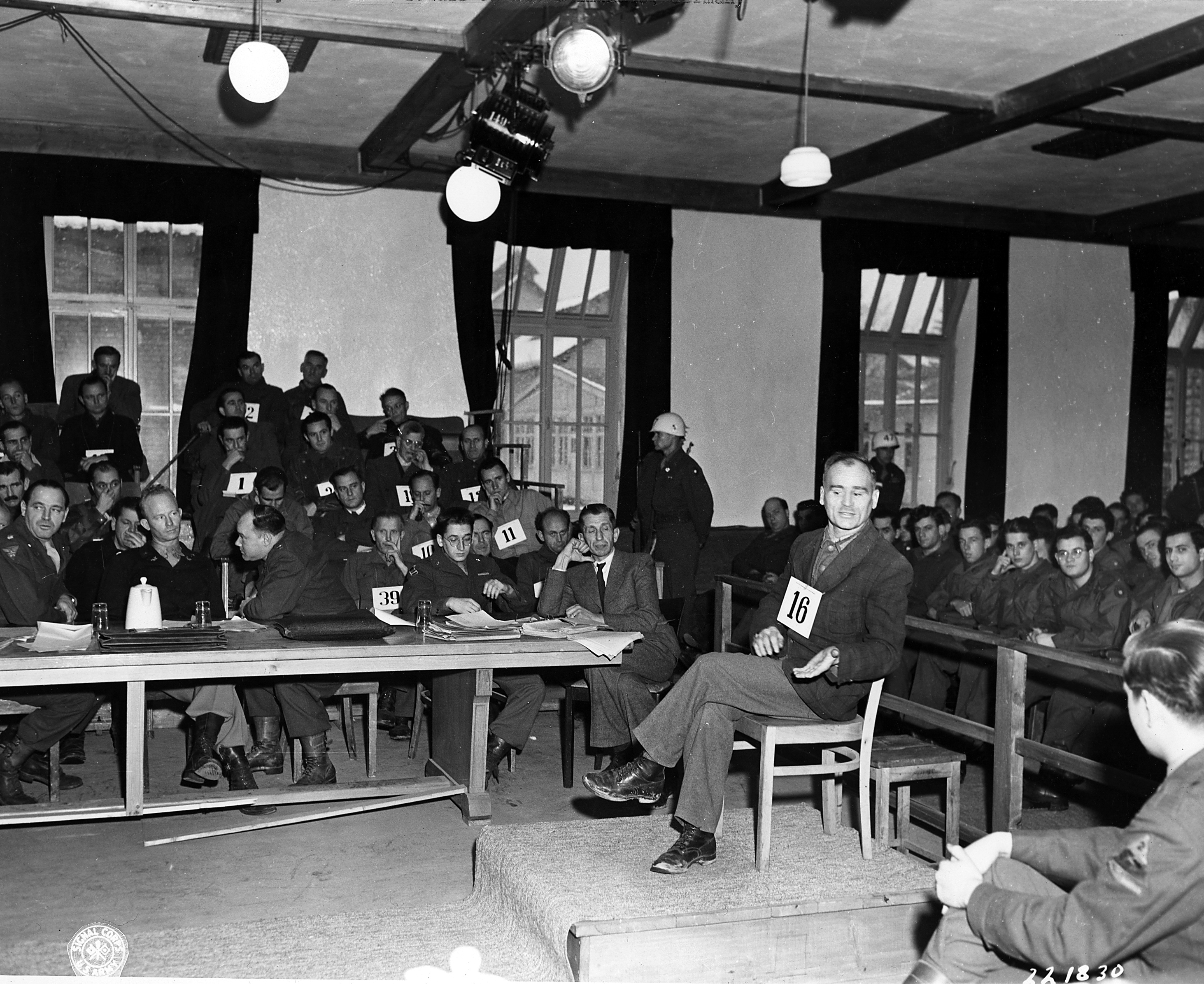
Christof Knoll während seiner Aussage im Dachau-Hauptprozess am 7. Dezember 1945

Christof Ludwig Knoll (* 20. April 1895; † 29. Mai 1946 in Landsberg am Lech) war Funktionshäftling im KZ Dachau.

## Biografie
Knoll, geschieden und Vater zweier Kinder, war von September 1933 bis Ende April 1945 politischer Häftling im KZ Dachau. Er gab später an als Kommunist in das KZ Dachau eingewiesen worden zu sein. Zunächst wurde Knoll als Häftlingsschneider eingesetzt und fungierte zwischen 1938 und 1939 als Oberkapo auf der „Plantage“, wo Heilkräuter gepflanzt wurden. Ab Februar 1941 war er als Blockältester der Baracke jüdischer Häftlinge und auch im Strafblock eingesetzt. Dort war er wegen seiner Brutalität gefürchtet, da er mehrere Häftlinge erschlug. Ab Juli 1944 war er Kapo im KZ-Außenlager Karlsfeld (OT) und wurde von dort in den KZ-Außenlagerkomplex Mühldorf überstellt.
„Der Fußboden ist poliert, wir durften überhaupt nicht mit den Schuhen in das Zimmer. Der Knoll hat auf einmal gebrüllt: Los, strafexerzieren auf den Hof! Und der Stubendienst hat mit den Knüppeln geschlagen, und wir mussten schnell laufen […] und so lief man barfuß hinaus und war voll Dreck. Und dann ist man zurückgekommen und hat selbstverständlich das ganze verdreckt […] Ablecken! So lecken wir den Kot mit den Zungen. Und sie haben geprügelt, und einige Leute wurden dabei erschlagen. Das war diese Knoll-Dressur.“
Nach seiner Verhaftung wurde Knoll am 15. November 1945 im Dachau-Hauptprozess, der im Rahmen der Dachauer Prozesse stattfand, als Kriegsverbrecher von einem US-amerikanischen Militärgericht angeklagt und am 13. Dezember 1945 mit 35 weiteren Mitangeklagten zum Tod durch den Strang verurteilt. Als Exzesstaten wurden beim Urteilsspruch eine Vielzahl schwerer Misshandlungen sowie die Tötung von Häftlingen durch Knoll berücksichtigt. Das Urteil wurde am 29. Mai 1946 im Kriegsverbrechergefängnis Landsberg vollstreckt.